# Stazione di Sayamagaoka
La stazione di Sayamagaoka (狭山ヶ丘駅?, Sayamagaoka-eki) è una stazione ferroviaria della città di Tokorozawa, situata nella prefettura di Saitama, in Giappone. La stazione è servita dalla linea Seibu Ikebukuro delle Ferrovie Seibu.

## Linee
Ferrovie Seibu
● Linea Seibu Ikebukuro

## Struttura
La stazione possiede un marciapiede a isola centrale con due binari passanti in superficie. La banchina è collegata al fabbricato viaggiatori, posto sul mezzanino sovrastante, da scale mobili, fisse e ascensori.
| 1 | ● Linea Seibu Ikebukuro | per Hannō e Seibu-Chichibu |
| 1 | ● Linea Seibu Ikebukuro | per Tokorozawa, Nerima, Ikebukuro e - Shin-Kiba via Linea Yūrakuchō - Shibuya via Linea Fukutoshin (prosecuzione per Yokohama via linea Tōkyū Tōyoko) |

## Stazioni adiacenti
| «                           | Servizio                                               | »                     |
| Linea Seibu Ikebukuro       | Linea Seibu Ikebukuro                                  | Linea Seibu Ikebukuro |
| --------------------------- | ------------------------------------------------------ | --------------------- |
| Kotesashi                   | Locale Semiespresso Rapido Espresso pendolari Espresso | Musashi-Fujisawa      |
| L'espresso rapido non ferma |                                                        |                       |